# Argiope thai
Argiope thai är en spindelart som beskrevs av Claude Lévi 1983. Argiope thai ingår i släktet Argiope och familjen hjulspindlar.
Artens utbredningsområde är Thailand. Inga underarter finns listade i Catalogue of Life.